# Shirine Boutella
Shirine Boutella (* 22. August 1990 in Algier) ist eine algerische Schauspielerin.

## Leben
Shirine Boutella wurde in Algier als Tochter eines Piloten der algerischen Luftwaffe und einer österreichisch-algerischen Architektin geboren. Zum Studium ging sie nach Frankreich, 2012 schrieb sie sich an der Sorbonne in Paris ein, nach drei Jahren setzte sie ihr Studium in Wien fort.
2015 begann sie Beauty-Tutorials auf Youtube zu veröffentlichen, mit Stand November 2021 hatte sie dort mehr als eine halbe Million Abonnenten. Ihr Filmdebüt gab sie 2019 als Wassila im Drama Papicha – Der Traum von Freiheit von Mounia Meddour, die sie in den sozialen Medien entdeckt hatte. Der Film wurde bei den 72. Internationalen Filmfestspiele von Cannes in der Sektion Un Certain Regard gezeigt und im Rahmen der 45. César-Verleihung als Bestes Erstlingswerk ausgezeichnet. In der deutschsprachigen Fassung wurde sie von Lea Kalbhenn synchronisiert.
In der ab Januar 2021 auf Netflix veröffentlichten Serie Lupin mit Omar Sy gehörte sie als Polizistin Sofia Belkacem zur Hauptbesetzung, in der deutschsprachigen Fassung lieh ihr Leonie Dubuc die Stimme. Eine weitere Serienrolle hatte sie in der TF1-Serie Fugueuse als Farah Azem. In der im November 2021 veröffentlichten dreiteiligen Netflix-Miniserie Christmas Flow mit dem Rapper Tayc als Marcus verkörperte sie die Rolle der Feminismus-Aktivistin Lila.

## Filmografie (Auswahl)
- 2019: Papicha – Der Traum von Freiheit (Papicha)
- 2020: Mention particulière: Bienvenue dans l’âge adulte (Fernsehfilm)
- 2021: Les fantasmes
- 2021–2023: Lupin (Fernsehserie, 16 Episoden)
- 2021: Fugueuse (Fernsehserie, 4 Episoden)
- 2021: Validé (Fernsehserie, Episode 2x03)
- 2021: Christmas Flow (Miniserie, 3 Episoden)
- 2022–2024: Miskina, la pauvre (Fernsehserie, 14 Episoden)
- 2023: La Maintenance (Kurzfilm)
- 2023: Pamela Rose, la série  (Fernsehserie, 6 Episoden)
- 2024: Sirènes (Fernsehfilm)
- 2024: Les tempêtes
- 2025: Anges & Cie